# Waterschap Reest en Wieden
Het Waterschap Reest en Wieden was tot 1 januari 2016 een groot waterschap in de Nederlandse provincies Drenthe en Overijssel.
Het is in 2000 ontstaan uit een fusie van de waterschappen Meppelerdiep, Wold en Wieden, een deel van Groot-Salland en een deel van het Zuiveringsschap Drenthe. Het beheersgebied van het waterschap omvatte het westelijke deel van Drenthe en het noordwestelijke deel van Overijssel.
Het hoofdkantoor van het waterschap stond in Meppel, maar vanaf medio 2016 is een nieuwe hoofdkantoor in Zwolle in gebruik genomen. De dijkgraaf was Marga Kool, die ook schrijfster is.
Per 1 januari 2016 is Reest en Wieden gefuseerd met het waterschap Groot Salland in Overijssel. De twee gaan verder samen als waterschap Drents Overijsselse Delta en heeft haar hoofdkantoor in Zwolle.
Aa en Maas · Amstel, Gooi en Vecht · Brabantse Delta · Delfland · De Dommel · Drents Overijsselse Delta · Fryslân · Hollands Noorderkwartier · Hollandse Delta · Hunze en Aa's · Limburg · Noorderzijlvest · Rijn en IJssel · Rijnland · Rivierenland · Scheldestromen · Schieland en de Krimpenerwaard · De Stichtse Rijnlanden · Vallei en Veluwe · Vechtstromen · Zuiderzeeland